# Ротари клуб
Ротари клуб је међународна организација пословних и професионалних људи удружених широм света, у циљу пружања хуманитарне помоћи, подстицања високих етичких стандарда у свим професијама и унапређења добре воље и мира у свету. Зачетник Ротари идеје Пол Харис, хуманиста из Чикага, организовао је и основао први Ротари клуб 23. фебруара 1905. године. Харис је 1910. године постао први председник светске организације Ротари Интернационал. Ротари је данас једна од најугледнијих организација у свету и више од 29.000 Ротари клубова у 140 земаља.
Клуб је секуларна организација и свако може да се учлани, без обзира на пол, боју коже, религију или политичко опредељење. Ротаријанци се обично окупљају једном недељно на доручку, ручку, вечери или да испуне њихов принцип развоја пријатељства као прилику за служење. „То је обавеза свих ротаријанаца”, пише у њиховом Упутству о раду. Основни мото ротарија је несебично служити (енгл. Service Above Self).

## Филозофија
Циљ Ротарија је да подстакне и негује идеал услуге као основе вредности подухвата:
1. Развој познанства као шансе за служење;
2. Високи етички стандарди у послу и професији, уважавање корисности свих занимања и коришћење занимања сваког Ротаријанца као шансе за служење друштву;
3. Примењивање идеала служења у личном, пословном и друштвеном животу Ротаријанаца;
4. Напредак међународног разумевања, добре воље и мира.

Када се проверава да ли је нека планирана акција у духу Ротарија, ставља се на тест четири питања. Тест је осмислио Херберт Тејлор током Велике кризе и постао је стандардан део етике Ротарија 1942. године. Тест се састоји од 4 питања на које се мора добити тачан одговор:
- Да ли је истина?
- Да ли је поштено према свима?
- Да ли гради добру вољу и пријатељство?
- Да ли је корисно за све?

## Историја

### Почетак Ротарија
Први Ротари клуб је основан када је адвокат Пол Харис уговорио састанак са још три бизнисмена и познаника из Чикага у канцеларији његовог пријатеља, Густава Лоехра 23. фебруара 1905. Уз Хариса и Густава (инжењера и слободног зидара), Силвестер Шиеле (трговац угљем) и Хирам Шореј (кројач) су били оснивачи клуба и присуствовали су овом првом састанку. Назвали су га Ротари, јер су се у почетку налазили у канцеларијама чланова. Тако су сваке недеље ротирали место рада, али већ за годину дана је клуб добио толико нових чланова да су морали да усвоје посебан простор за окупљање.
Ускоро су се појавили клубови у другим градовима западних САД. Отворени су клубови у Сан Франциску, затим Оукленду, Лос Анђелесу и Сијетлу. Национална асоцијација Ротари клубова је основана 1910. године. Први клуб у Канади је основан у Винипегу 3. новембра 1910. године и тиме је Ротари постао међународна организација. Винипег Ротари клуб је званично чартерован у априлу 1912. године.‍:45 Први клуб у Европи је почео са радом у Даблину 22. фебруара 1911. године. Клуб је име званично променио у Интернационална Асоцијација Ротари Клубова 1912. године.
У августу 1912. године је чартерован први клуб у Европи и то је био клуб у Лондону. За време Првог светског рата, Ротари је нагло порастао у Великој Британији. Пре рата је било 9 клубова, али за време рата је тај број скочио на 22.
Клуб је своје садашње име, Ротари Интернационал, добио 1922. године‍:47 и до 1925. је имао 200 клубова са преко 20.000.

### Период Другог светског рата у Европи
Ротари је престао да ради у Шпанији убрзо након избијања Шпанског грађанског рата 1936.
Клубови су због рата престајали да раде у многим Европским земљама:
- Холандија (1923)
- Финска (1926)
- Аустрија (1938)
- Италија (1939)
- Чехословачка (1940)
- Естонија, Литванија, Пољска, Летонија, Југославија и Луксембург (1941)
- Мађарска (1941/1942)

Када се рат завршио, Ротари је почео да помаже новонасталим Уједињеним нацијама. Ротари је 1945. године имао клубове у 65 земаља, а пошто су Уједињене нације имале исти циљ као и Ротари, ујединили су снаге. Однос су успоставили још при оснивању УН-а 1945. године. Скоро 50 Ротаријанаца је служило као делегати, саветници или консултанти при формирању Уједињених нација. Такође, Ротари конференција у Лондону 1943. године је имала за циљ да промовише мир кроз образовање. На конференцији је било неколико министара образовања из целог света и главна тема конференције је била идеја да „рат почиње у умовима људи”. Конференција је касније инспирисала настанак Унеско-а 1946. године.

### Након рата
Ротари клубови су били укинути у Источној Европи и осталим комунистичким земљама до 1946. године, али нови клубови су формирани у другим земљама. До револуција у Африци и Азији, многе нове државе су већ имале своје Ротари клубове. Након пада Совјетског Савеза, клубови су опет почели да се појављују и у Русији. Први клуб је основан у Москви 1990. године, годину дана пре распада Совјетског Савеза.
Ротари је 1985. године започео ПолиоПлус програм. Програм је имао за циљ да имунизује децу против дечије парализе. До 2011. године, Ротари је донирао 900 милиона долара овој акцији и вакцинисао скоро две милијарде деце широм света.

## Организација и администрација
Како би клуб најбоље функционисао, састоји се од локалних клубова, дистрикта и Интернационала. Сами Ротаријанци су чланови локалних клубова. Клубове карактерише глобална организација, Ротари Интернациал (РИ), са седиштем у Еванстону, Илиноису. Због администрације, више од 32.000 локалних клубова широм света су груписани у 529 дистрикта, који су смештени у 34 зоне.

### Клубови
Локални Ротари клубови су основна јединица Ротари активности и сваки клуб одређује своје чланове. У почетку је било ограничења да може постојати само један клуб по граду, али данас се подстиче формирање неколико клубова у већим градовима. Већина клубова се састаје једом недељно, обично за време оброка викендом у регуларним локацијама, где дискутују о послу клуба и слушају гостујуће говорнике. Сви клубови такође спроводе и бројне пројекте у својим заједницама и учествују у посебним пројектима са оближњим клубовима. Клубови понекад одржавају и посебна друштвена окупљања. Сваки клуб бира свог председника. Мандат председника клуба траје годину дана, али неко може бити изабран неколико пута.
Чланови Ротарија могу присуствовати окупљању Ротаријанац било где у свету.

### Дистрикти
Гувернер дистрикта, који служи Ротари Интернационалу, води његов/њен дистрикт. Гувернера номинују клубови његовог дистрикта и бира се на годишњој РИ Дистрикт Конвенцији.

### Зоне
Мање-више 15 Ротари дистрикта чине зону. Директор зоне, који је и на борду директора РИ, води две зоне. Бирају га клубови зоне и има мандат од две године.

### Ротари Интернационал
Ротари Интернационал води борд директора који чине интернационални председници, председник, главни секретар и 17 Директора зона. Главни управник РИ-а је генерални секретар, који води 600 запошљених у канцеларији Интернационала у Еванстону. Осим штаба РИ-а, клуб има неколико интернационалних канцеларија широм света.

## Чланство
Свако може бити члан Ротарија, без обзира на његово финансијско стање. Ако неко жели да постане члан, може контактирати локални клуб, али да би се придружио Ротарију мора га позвати клуб. Неки клубови, али не сви, имају ексклузивне критеријуме за чланство: углед и пословност или професионално вођство.

### Активни чланови
Активни чланови су људи које позову тренутни Ротаријанци да се придруже клубу. Сваки клуб може лимитирати број људи одређене каријере који могу бити чланови клуба, тако једна професија не може чинити више од 10 % локалног клуба.

### Почасни чланови
Почасни чланови могу постати људи за које клуб мисли да се истичу по свом раду у складу са Ротари идеалима. Почасно чланство се, ипак, ретко додељује. Почасни чланови не плаћају чланарину, немају право гласа и не могу имати функције у клубу. Почасно чланство је временски ограничено и аутоматски се прекида, најчешће после годину дана. Може се продужити додатно, али се може и укинути у било ком тренутку. Углавном га добијају бивши политичари, научници, чланови војске и познате личности.

### Жене у клубу
Од настанка 1905. године до 1980-их жене нису могле да буду чланови Ротарија, иако су многе жене имале свој клуб Унутрашњи Точак. Али, жене су имале улогу у Ротарију и Џен Харис, супруга Пола Хариса, је држала неколико говора пред клубом. Први клубови у Ирској су размишљали о примању жена у клубове још 1912. године, али су одустали из друштвених разлога. Прве жене у Ротари је примио клуб у Двартију, Калифорнији 1976. године. Ротари Интернационал је повукао забрану жена у клубовима 1987. године и већина клубова прима жене. Клуб у Двартима је изгласао прву жену за председницу клуба 1987. године. Жене данас чине 15 % чланова Ротари клуба.

### Мањине
Ротари је отворен за све људе, тако да међу његовим члановима има и националних и верских мањина. Ово се практиковало скоро од настанка клуба, јер је још 1921. године одлучено да раса неће утицати на примање људи. Ротари и остали слични клубови су у последњим деценијама 20. века почели да примају и геј чланове.

## Остали Ротари

### Клубови Унутрашњег Точка
Унутрашњи Точак је интернационална организација основана 1924. године да уједини жене и ћерке Ротаријанца. Клубови постоје у 103 држава. Попут Ротарија, подељен је на локалне клубове и дистрикте.

### Интеракт
Интеракт је ротари-спонзорисан клуб за младе од 12 до 18 година. Клубове финансирају појединачни Ротари клубови, пружају им подршку и саветују их, али Интеракт клубови имају сопствену управу.
Чланство се доста разликује између клубова. Могу примати оба пола или само један, бити мали или велики. Такође, чланови могу бити из само једне школе или из неколико школа исте заједнице.
Клубови сваке године морају да имају бар два пројекта која помажу заједници. Интеракт има више од 33.000 клубова у преко 200 држава и постао је глобални феномен. Има скоро 340.000 чланова.

### Ротаракт
Ротаракт је почео као омладински програм Ротари клуба 1968. године у Северној Каролини, САД. Данас је велика ротари-спонзорисана организацију са преко 9.000 клубова широм света и више од 200.000 чланова. Ротаракт је ротари организација младих мушкараца и жена узраста од 18 до 30 година. Фокусира се на развој младих људи као лидера у својим заједницама и на радним местима.

## Публикације
Ротари публикује званични месечни часопис на енглеском Ротаријанац (енгл. The Rotarian). Часопис је први пут публикован као Национални Ротаријанац (енгл. The National Rotarian) 1911. године. Независно се публикују и друге периодике на више од 20 језика у 130 држава.

## Ротари у Србији

### Краљевина Југославија
Ротари у Југославији почиње 1927. године. Започео га је лекар Војислава Кујунџића који је имао пословне и пријатељске везе са чехословачким ротаријанцима. У септембру 1928. године, гувернер дистрикта посећује Београд да би присуствовао састанку организационог одбора будућег Ротари клуба Београд у хотелу Српски краљ.
Клуб је 4. март 1929. године поднео пријаву за чланство Ротари Интернационалу. Ростер листа чланова Ротари клуба Београд бројала је 25 људи, а чланови управног одбора су били: др Фердинанд Гранберг — председник, др Војислав Кујунџић — потпредседник, Јозеф Хрнчир — секретар, Гојко Ђермановић — ризничар Стеван Коен — церемонијар, Адолф Минх и др Јанко Шуман. Чартер прослава Ротари клуба Београд, заједно са Ротари клубом Загреб, је одржана 28. јуна 1929. године на Плитвичким језерима.
Ротаријанство се брзо ширило и 1940. године дистрикт 77 је имао 34 клуба са 856 чланова. Око Ротари идеје окупио велики број значајних личности из свих области политичког, привредног, културног, научног и уметничког живота Краљевине Југославије, укључујући Милана Стојадиновића, дугогодишњег министра и председника владе, Иву Андрића, књижевника, Михаила Петровића Аласа, математичара, Драгутина Прице, адмирала и команданта морнарице, Добривоја Стошевића, министара просвете.

### Модерни Ротари
Ротари у Краљевини Југославији је престао да ради 1941. године због Другог светског рата. После рата Ротари није обновљен у многим земљама Источне Европе, па ни у Југославији. Ротари се у Србију вратио тек 90-их година. Одлуком борда директора Ротари Интернационала 8. маја 1992. године је поново основан Ротари клуб Београд који је имао 29 чланова.
Због санкција УН-а уведених према СР Југославији 1992. године, оснивање других клубова је морало да сачека. Током овог периода је почело оснивање Ротаракт клубова, јер се на њих нису односиле санкције. Када су санкције укинуте, Ротари је почео да се шири по целој Србији и данас има више од 50 клубова.